# Tamara J. Levi
Tamara J. Levi ist eine US-amerikanische Historikerin.

## Leben
Sie erhielt ihren B.A. in History vom Lees-McRae College (1997), ihren M.A. von der Appalachian State University (1999) und ihren Ph.D. von der University of Nebraska-Lincoln (2006). Sie lehrt als Professor in für Geschichte an der Jacksonville State University.

## Schriften (Auswahl)
- Food, Control, and Resistance. Rations and Indigenous Peoples in the United States and South Australia. Texas Tech University Press, Lubbock 2016, ISBN 978-0-89672-963-6.